# Дикий, Фёдор Матвеевич
Фёдор Матвеевич Дикий — советский хозяйственный, государственный и политический деятель, Герой Социалистического Труда.

## Биография
Родился в 1916 году в селе Каменский Хутор. Член КПСС с года.
С 1932 года — на хозяйственной, общественной и политической работе. В 1932—1976 гг. — рабочий совхоза «Новоровск», тракторист в совхозе «Лесной» Исилькульского района Омской области, красноармеец, участник советско-японской войны, председатель колхоза «Форт Шрит» Москаленского района Омской области, председатель ордена Трудового Красного Знамени колхоза имени Димитрова Москаленского района Омской области.
Указом Президиума Верховного Совета СССР от 22 марта 1966 года присвоено звание Героя Социалистического Труда с вручением ордена Ленина и золотой медали «Серп и Молот».
Умер в селе Екатериновка Москаленского района в 1993 году.